# Prehistòria d'Escòcia
La prehistòria d'Escòcia és el període que comprèn des de la formació geològica del territori escocès fins a l'arribada de Roma i la creació de la província de Britànnia a partir del 43 aC. L'arqueologia i la geologia encara revelen els secrets de la prehistòria d'Escòcia i donen informació d'un passat complex i dramàtic abans que l'arribada dels romans posés aquest territori en el punt de mira de la història. Tot un seguit de cultures humanes es van anar estenent de cap a cap d'Europa; concentrar-se en aquesta àrea geogràfica en particular ajuda a descobrir els orígens de les restes i dels monuments que encara s'hi poden trobar disseminats i a entendre el rerefons de la història d'Escòcia. L'extensió de camp obert verge per una activitat agrària intensiva durant temps, juntament amb la disponibilitat de la pedra en comptes de fusta, ha donat a Escòcia un recull de llocs on es pot observar el passat més remot d'aquest territori.

## Formació geològica d'Escòcia

Posició dels continents després de l'orogènia caledoniana (durant els períodes del Devonià i el Permià). Les diferències en les restes fòssils de la fauna descobertes a banda i banda de la línia vermella (la falla de Jàpet) és la prova de l'existència d'un oceà entre els dos costats en el moment anterior a la unió en el supercontinent de Pangea

Geològicament, Escòcia és un territori estrany a Europa. Es tracta d'un petit reducte de l'antic continent de Laurència ―que posteriorment va formar la massa d'Amèrica del Nord. Durant el Cambrià (fa 541 – 485,4 milions d'anys) la part de l'escorça que posteriorment es convertiria en Escòcia va formar part de la plataforma paleocontinental de Laurència, en aquell moment encara per sota de l'equador. Laurència es va separar del paleocontinent de Bàltica ―que posteriorment es convertiria en Escandinàvia i la regió bàltica― per la baixada del nivell de l'oceà de Jàpet. Els dos antics continents es van anar erosionant durant el Cambrià i l'Ordovicià (fa 485,4 – 443,4 milions d'anys) i els moviments de la tectònica de plaques durant el Silurià (fa 443,4 – 419,2 milions d'anys) van fer emergir el territori escocès del mar. La col·lisió final es va produir durant el període Devonià (fa 419,2 – 358,9 milions d'anys), temps en què el segment escocès de la placa laurentiana es va estavellar amb el microcontinent d'Avalònia ―que incloïa el que avui és gran part d'Anglaterra i el País de Gal·les―, un subcontinent mòbil que en un primer moment formava part de la Bàltica.

Situació de les diferents cadenes de muntanyes dels períodes caledoni/acadi durant els inicis del Devonià (les línies vermelles són falles; els noms en majúscula són els diferents continents que van xocar durant l'orogènia caledònia; les línies costaneres actuals s'indiquen en gris). Posteriorment en la història geològica, l'oceà Atlàntic es va obrir i les diverses parts del cinturó orogènic es van separar

Aquest impacte va fer emergir una gran cadena de muntanyes (com a mínim tan altes com la serralada alpina actual) i la formació de les Terres Altes occidentals, bàsicament de terra granítica, i els monts Grampians, iniciant un temps d'activitat volcànica al centre i est d'Escòcia. Aquest procés rep el nom d'orogènia caledoniana. Durant els períodes del Permià (fa 298,9 – 252,2 milions d'anys) i el Triàsic (fa 252,2 – 201,3 milions d'anys), moment en què l'oceà de Jàpet es va tancar definitivament, Escòcia es va acabar situant prop del centre del supercontinent de Pangea. Amb l'adveniment del Terciari (fa 65 - 1,6 milions d'anys), es va reiniciar l'activitat erosiva i de constant frec als límits tectònics de Laurència i Euràsia, empenyent-les en direccions oposades (i separant Escòcia de Laurència). Aquesta recessió va obrir per primer cop l'oceà Atlàntic i l'àrea consegüent de subducció al marge occidental de la placa va obrir un nou període d'activitat volcànica, ara, a la costa oest d'Escòcia, i elevà noves muntanyes a les illes de Skye, Jura, Mull, Rùm i Arran.

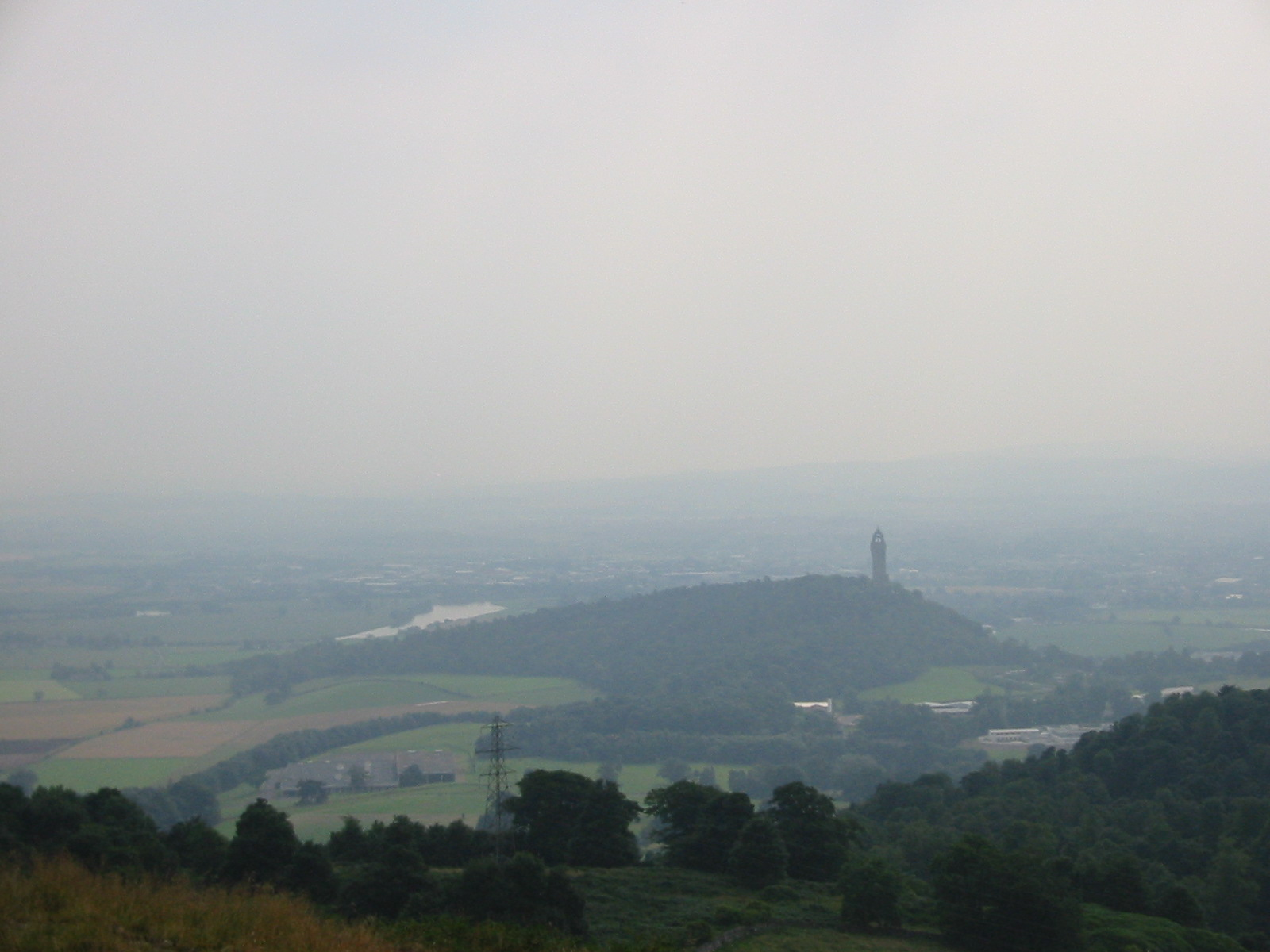
L'Abbey Craig, un craig amb cua prop de la Universitat de Stirling en què reposa el monument a William Wallace

Aquesta activitat tectònica va crear la base de la topografia escocesa, és a dir, un territori format a partir de velles muntanyes al nord i al sud del país, erosionades parcialment per l'acció de l'aigua i el gel durant 400 milions d'anys, i entremig una gran vall fèrtil tancada per noves terres salvatges a la zona oest. Amb la seva situació a la zona temperada septentrional, el territori escocès es va veure afectat per nombroses glaciacions durant els períodes del Neogen (fa 23 - 2,5 milions d'anys) i el Quaternari (període que va des del final de l'època del Pliocè, fa uns 1,8 milions d'anys, fins al present). D'aquesta manera, les diverses capes de gel i l'activitat de les glaceres el van convertir en un de típicament postglacial, excavant les característiques valls fluvials amb forma de U i deixant les terres més elevades cobertes de circs glacials i espectaculars pics muntanyosos piramidals. Als terrenys més baixos el gel dipositat va dotar d'una gran fertilitat aquelles terres i va erosionar a poc a poc el terreny més tou que envoltava els antics volcans ja extingits (especialment els de l'època carbonífera, fa uns 358,9 – 298,9 milions d'anys), creant nous crags, turons rocosos aïllats típics d'Escòcia.

## L'edat de pedra a Escòcia

### Escòcia en el període paleolític (c.2,5 Ma aC - 9000 aC)

Mapa dels jaciments principals de Neandertal a Europa

Durant l'última interglaciació, fa al voltant d'uns 130.000 i 70.000 anys, hi va haver un període en què el clima a Europa era més càlid del que ho és actualment i, després de l'aparició dels neandertals, se'n va produir un altre amb un clima també suau cap al 40.000 aC. Així, s'han trobat restes neandertals al sud d'Anglaterra i és possible que els primers humans comencessin a dirigir-se a Escòcia des d'aquests primers assentaments, tot i que no s'han descobert proves que puguin fonamentar aquesta teoria. Les glaceres van començar a retrocedir per tota la Gran Bretanya i és només després d'aquesta retirada fa uns 15.000 anys que Escòcia va tornar a ser un territori habitable.

### Escòcia en el període mesolític (c.9000 aC - 5500 aC)
A mesura que el clima millorava, els caçadors-recol·lectors del Mesolític van estendre la seva influència a Escòcia. Les primeres mostres d'aquesta època són uns utensilis de sílex descoberts a Howburn Farm, prop d'Elsrickle, l'any 2005.
D'altra banda, s'ha datat l'assentament de Cramond, prop del que actualment és Edimburg, pels volts dels anys 9000-8500 aC. Alguns forats a terra i d'altres propis de fonaments hi permeten entreveure un suposat campament de caçadors-recol·lectors. A més, els micròlits descoberts, pertanyents a eines de pedra fetes en aquest campament, suposen una datació cronològica anterior a alguns descobriments similars realitzats a Anglaterra. Encara que no s'hagin trobat ossos humans, l'àcid del terra i una multitud de corfes d'avellana carbonitzades indiquen una cocció d'aliments semblant a la que s'ha descobert en altres jaciments del període Mesolític, entre els quals es troben el jaciment de Star Carr (prop de York, a Anglaterra), lleugerament anterior al de Cramond, i la “casa més antiga de Gran Bretanya”, la Howick House, a Northumberland (a l'extrem nord-est d'Anglaterra), datada del 7600 aC. En aquestes restes, la presència de forats a terra per a fonaments de fusta permet pensar en una construcció de gran resistència que podria haver estat una residència permanent de caçadors. Això suggereix que aquests caçadors-recol·lectors també es podrien haver establert a Escòcia.
Altres jaciments a la costa est i en llacs i rius, i grans quantitats de refugis de pedra i de monticles de cloïsses al voltant de la costa oest i les illes, mostren la radiografia d'una població altament nòmada, amb estacionaments estacionals i amb vaixells per a la pesca i el transport d'eines de pedra des dels llocs en què s'extreien els materials. La descoberta d'eines de sílex a Ben Lawers i a “Glen Dee” (un pas de muntanya a través dels Cairngorms) suggereix que aquesta població es podia moure fàcilment per terra pels turons.
En un refugi de pedra i en un monticle de cloïsses a Sand (a la península d'Applecross, al comtat de Wester Ross, al nord-oest d'Escòcia), davant de l'illa de Skye, les excavacions realitzades mostren que al voltant del 7500 aC aquesta població disposava d'eines fetes amb os, pedra i banyes d'animals; vivien del marisc, el peix i els cérvols; utilitzaven pedres de poca qualitat per a la cocció d'aliments, feien grans de penjolls a partir de cloïsses del marisc i creaven pigments de color ocre i porpra a partir d'aquestes mateixes cloïsses.

### Escòcia en el Neolític (c.5500 aC - 4000 aC)

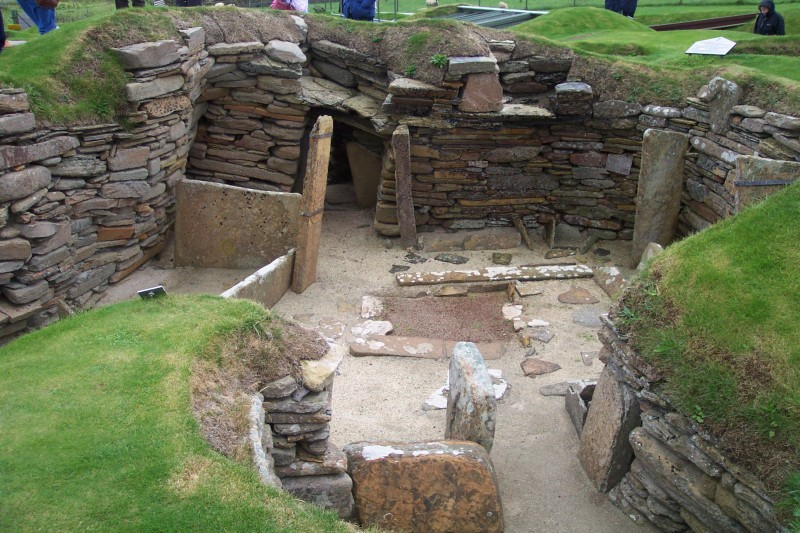
Habitatges neolítics a Skara Brae (illes Òrcades)

L'agricultura del Neolític va comportar la construcció d'assentaments permanents. A Balbridie, Aberdeenshire, es van investigar les marques al terra d'antigues collites i rases, i els forats per a fonaments van revelar un edifici massís de fusta datat de voltants del 3600 aC. S'ha excavat un edifici gairebé idèntic a Claish, prop de Stirling. A l'illot d'Eilean Dòmhnuill, Loch Olabhat (Uist del Nord), diverses ceràmiques de classe unstan del 3200-2800 aC estableixen la presència d'un dels primers crannog.
Aquest tipus de restes se centren principalment a les illes Òrcades, on es pot observar un paisatge neolític molt ric en jaciments conservats de forma extraordinària gràcies a la utilització de la pedra local. Això és només una selecció de les restes més destacades, però hi ha molts més exemples de cap a cap del territori, normalment sota la protecció d'Historic Scotland.

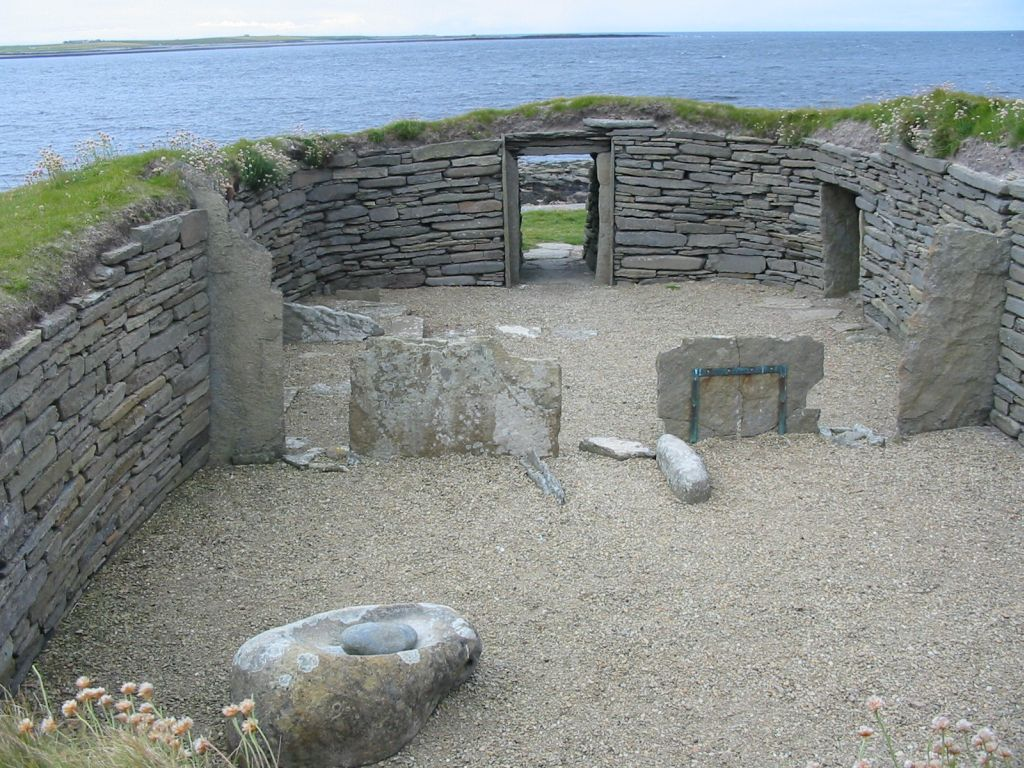
La casa més antiga del nord d'Europa és el conegut Knap de Howar, que data del 3500 aC

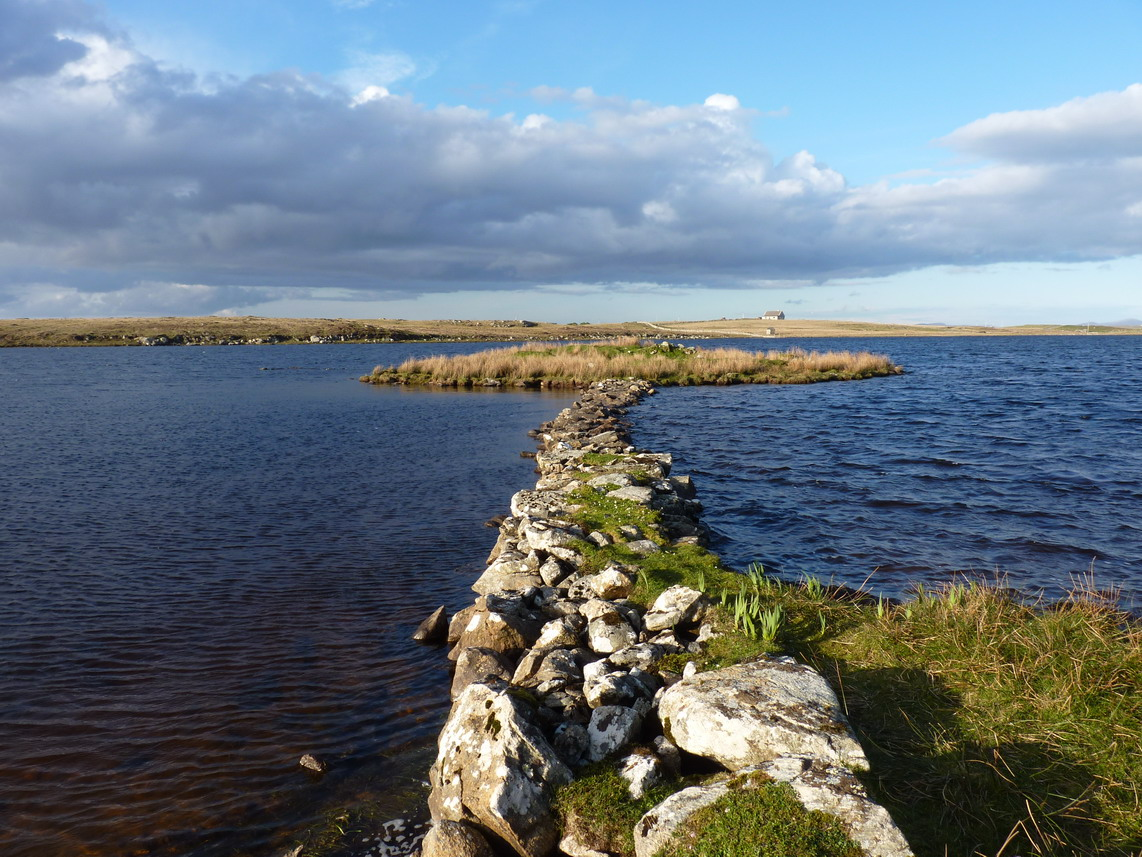
Calçada que condueix a l'assentament d'Eilean Dòmhnuill, a Loch Olabhat

A la casa de pedra extremament ben conservada de Knap of Howar, a l'illa de Papa Westray (illes Òrcades), ocupada des del 3500 aC fins al 3100 aC, els murs s'aixequen a uns quants metres i les peces de mobiliari de pedra es troben intactes. Les proves obtingudes als jaciments mostren que els habitants criaven bestiar, ovelles i porcs, cultivaven ordi i blat, i pescaven tant marisc com peixos que nedaven prop de la costa. Finalment, peces de ceràmica d'unstan relacionen aquests pobladors neolítics amb els túmuls funeraris propers als poblats i amb jaciments més llunyans, com Balbrindi i Eilean Dòmhnuill.
Les cases de Skara Brae, a les illes Òrcades, són molt semblants, però agrupades en un poblat connectat amb passadissos. Aquest assentament va ser ocupat des del 3000 aC fins al 2500 aC. La ceràmica que s'hi ha trobat és la corresponent a l'estil grooved ware, un estil ceràmic que apareix de cap a cap de la Gran Bretanya, com en territoris tan llunyans com Wessex.

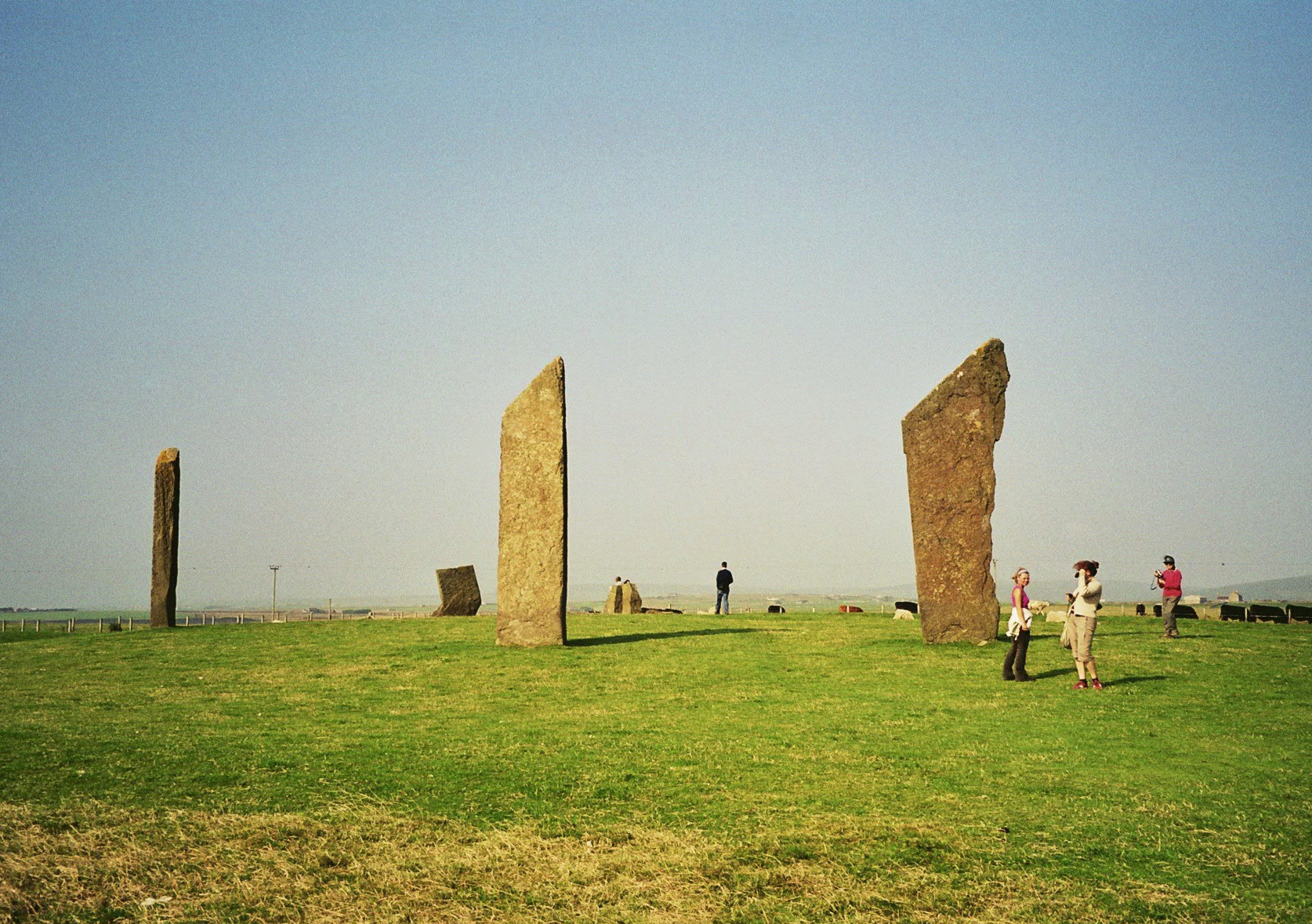
Roques de Stenness

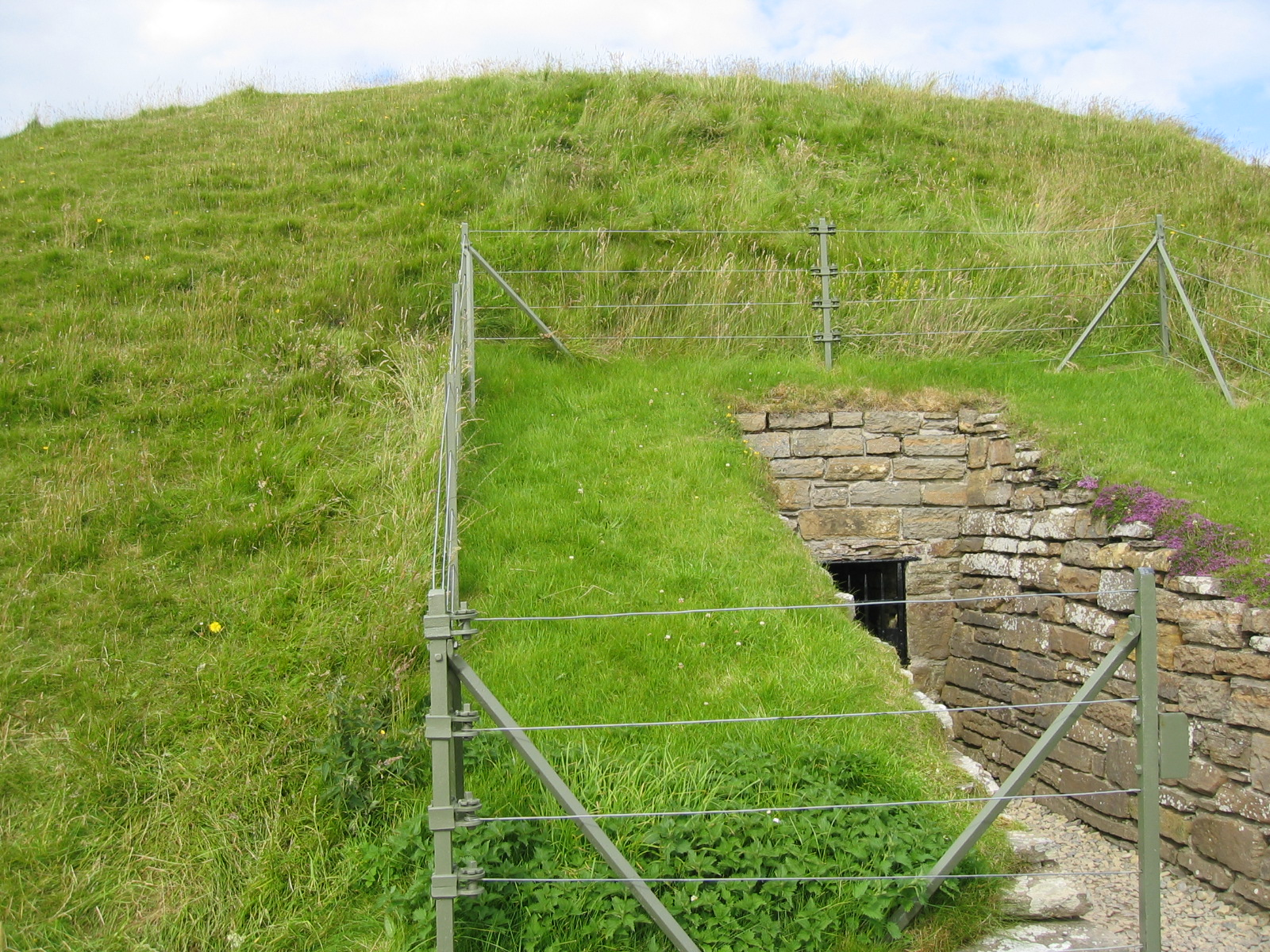
Entrada a Maeshowe

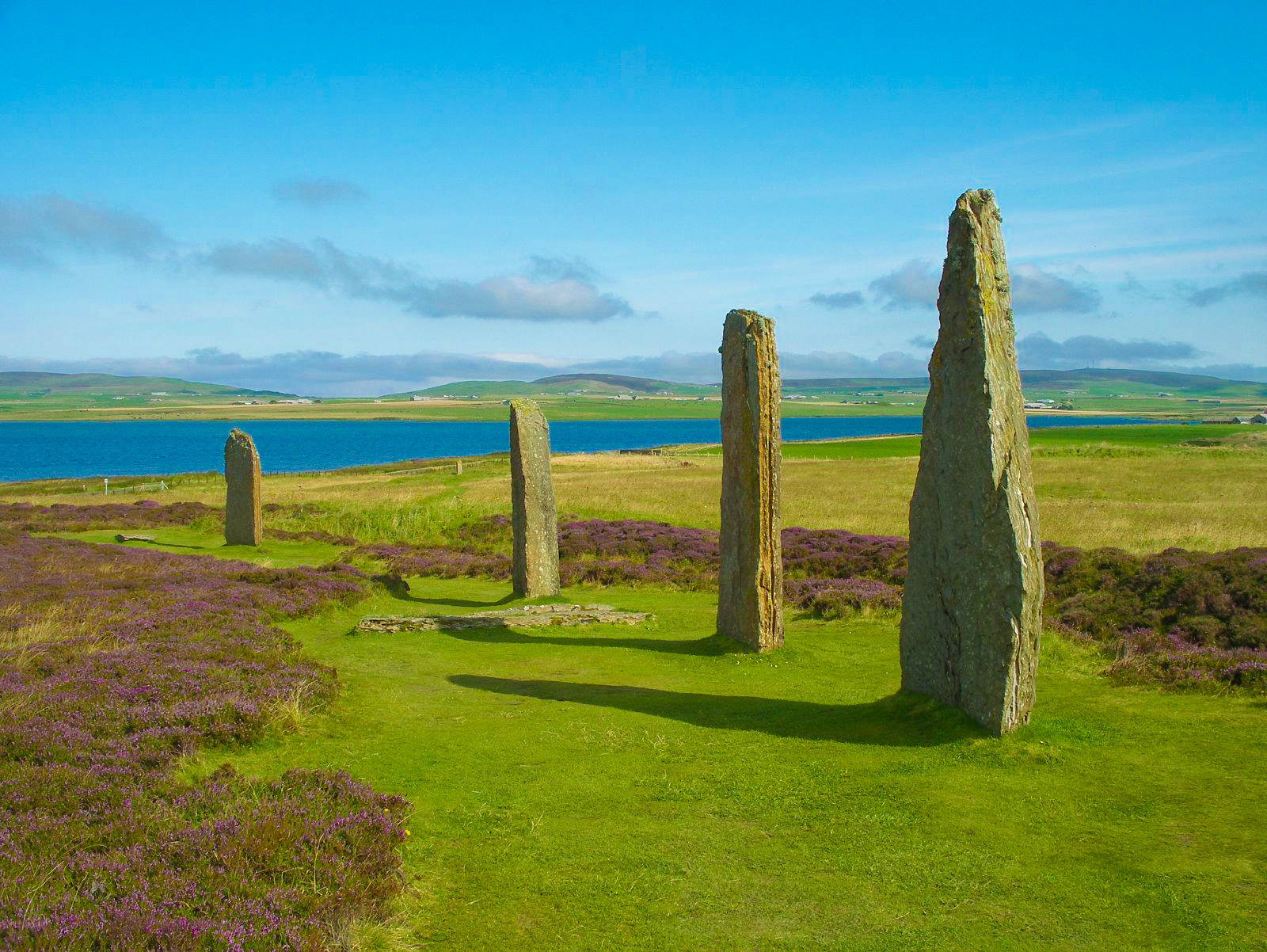
Anell de Brodgar amb el Loch of Harray en tercer pla

A uns 10 km de Skara Brae es poden trobar altres peces de ceràmica grooved ware a les Roques de Stenness (originàriament un cercle), que se situen al centre d'un grup tancat de tres grans monuments. Maeshowe, l'exemple més interessant de tomba de corredor, dins de l'estil arquitectònic dels túmuls funeraris, datat per radiocarboni d'abans del 2700 aC, es troba a l'est. El cercle de l'Anell de Brodgar es troba al nord. Aquest cercle de roques va ser el primer a ser analitzat pel professor Alexander Thom i va establir que les pedres verticals podrien haver estat observatoris astronòmics. S'ha trobat un altre poblat neolític prop de l'assentament de Barnhouse. La deducció que se n'extreu és que aquestes poblacions agràries van ser les constructores i usuàries d'aquests cercles de pedra.
De la mateixa manera que les pedres verticals de Callanish, a Lewis, i altres pedres per tot Escòcia, aquests monuments formen part de l'àmplia cultura europea megalítica que també va construir el cromlec de Stonehenge, a Wiltshire, i els alineaments de menhirs de Carnac, a la Bretanya.
Les àmplies connexions que tenien aquests pobles es poden observar en les ofrenes importades de Cúmbria i el País de Gal·les, situades al turó sagrat de Cairnpapple Hill, a West Lothian, d'inicis del 3500 aC.

## L'edat del bronze a Escòcia (c.1800 aC - 700 aC)

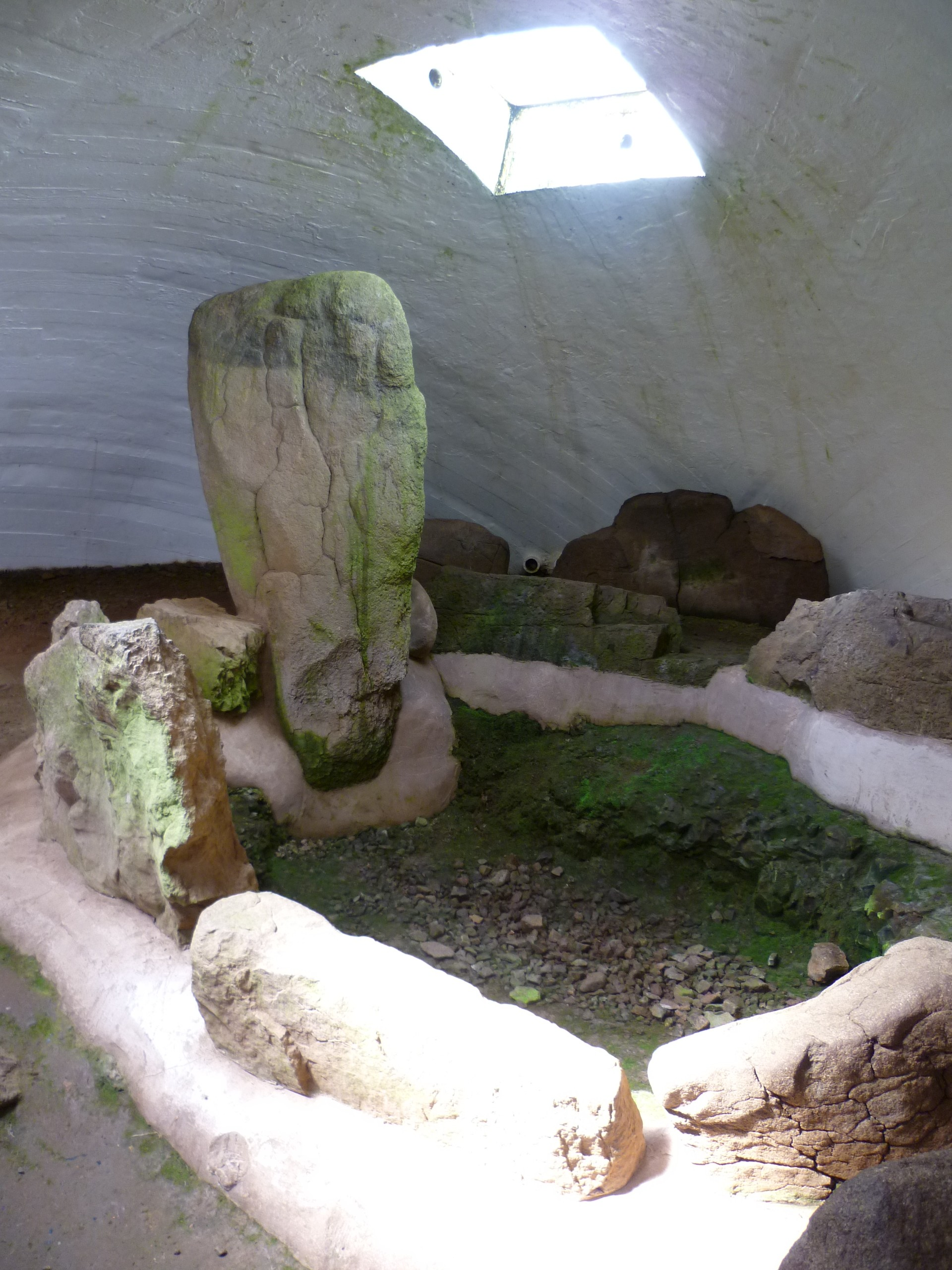
Cista funerària de l'edat del bronze, a Cairnpapple, West Lothian

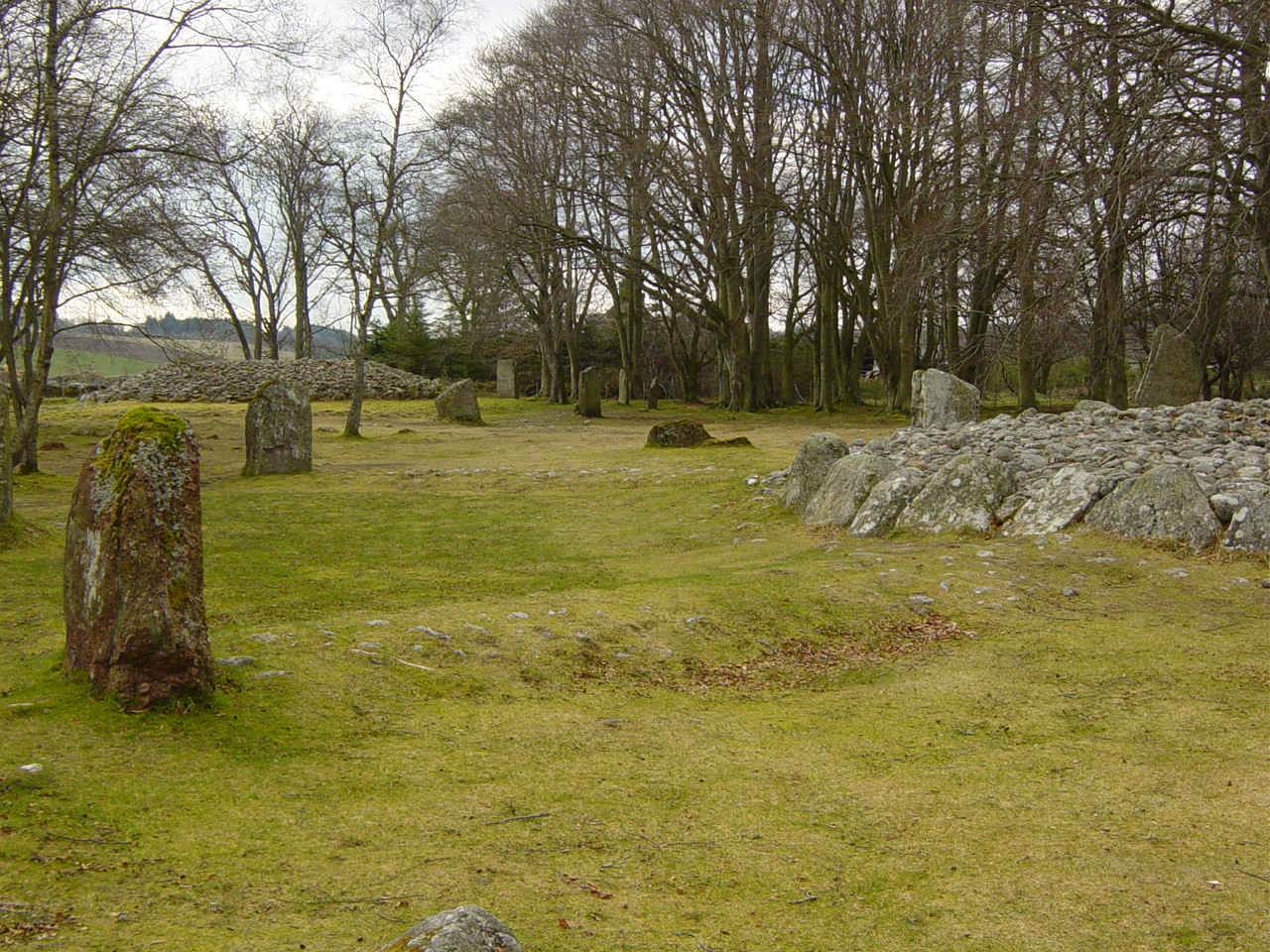
Cairn de Clava

Els cairn (en gaèlic, ‘túmul de roques') o túmuls i els monuments megalítics es van continuar entrada l'edat del bronze, una etapa que va introduir l'ús dels metalls com un material addicional més que no pas com un substituït del sílex. Tanmateix, es va produir un declivi tant en la construcció de noves grans estructures com en les àrees de cultiu des del 2500 aC.
El cairn de Clava i els menhirs que hi ha prop d'Inverness mostren alineaments complexos geomètrics i astronòmics amb petites tombes ―potser individuals― en comptes de tombes comunes pròpies del Neolític. D'altra banda, s'han descobert mòmies datades des del 1600 aC al 1300 aC a Cladh Hallan, a Uist del Sud.
A més, durant aquest període es van construir els primers castres, tals com Eildon hill, prop de Melrose, al comtat de Scottish Borders, que es remunta al 1000 aC i que va reunir centenars de cases en un turó fortificat. Les excavacions al castell d'Edimburg van mostrar restes de l'edat del bronze datades des del 850 aC.

## L'edat del ferro a Escòcia (c. 1200 aC - 400 aC)

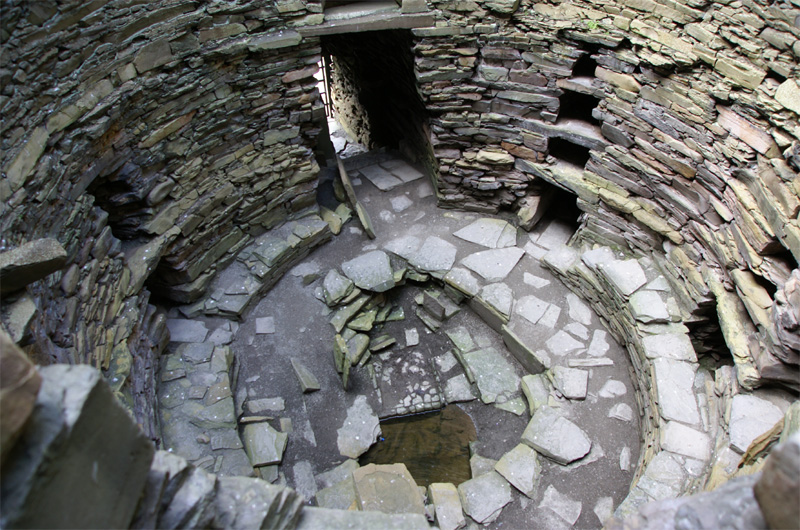
Vista interior del broch de Mousa

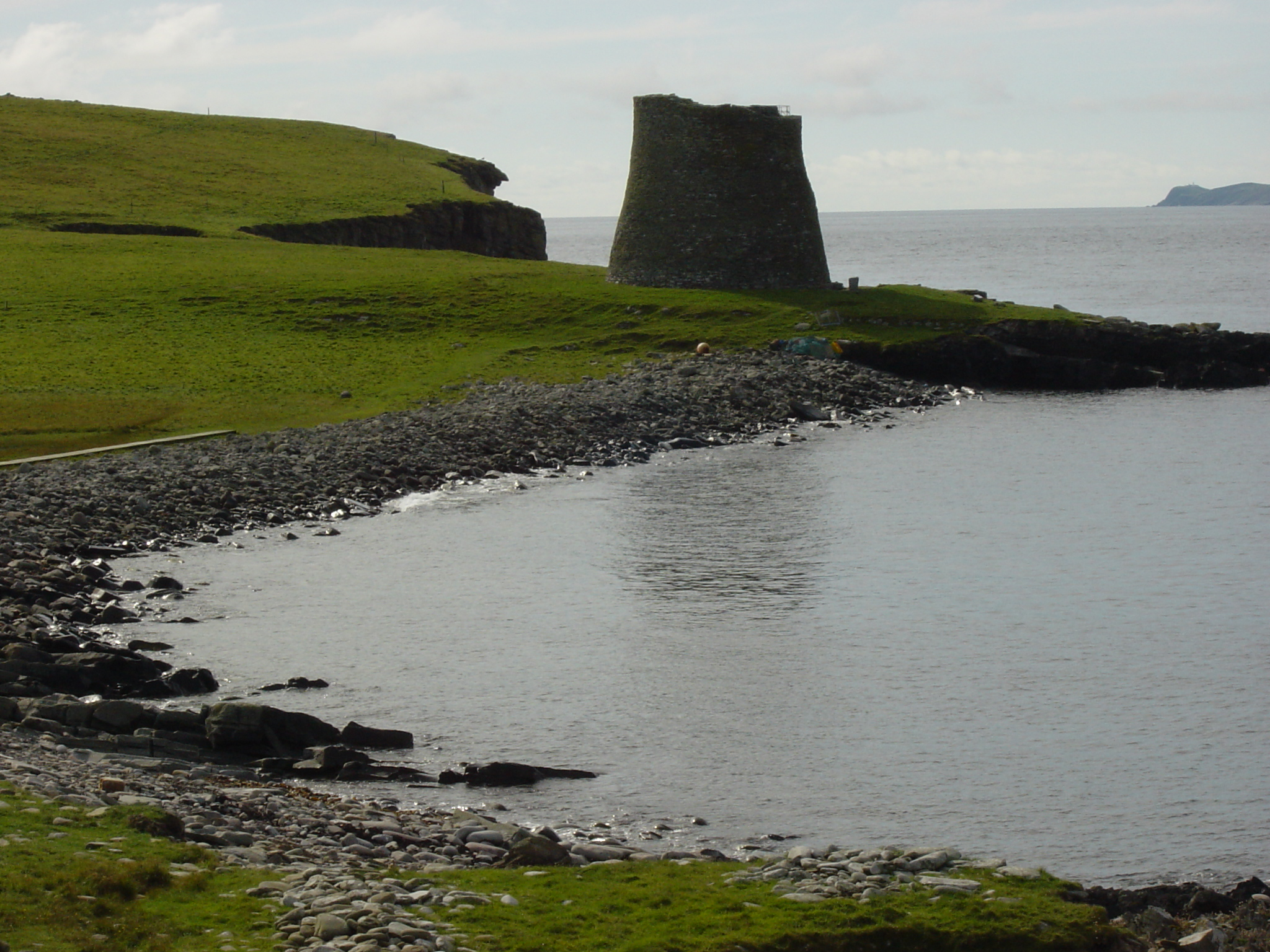
Broch de Mousa

Des dels volts del 700 aC fins a l'època romana per tot Escòcia hi havia esquitxats diversos forts i castres, cosa que dona suport a la imatge de tribus bel·ligerants i petits regnes feta palesa pels romans.
La llengua i cultura britones (o pritèniques), de la branca cèltica, es van estendre al sud d'Escòcia en un moment posterior al segle viii aC, probablement per contacte cultural i no pas per invasió, de manera que es va desenvolupar tot un sistema de petits regnes celtes que constituïen el territori escocès.

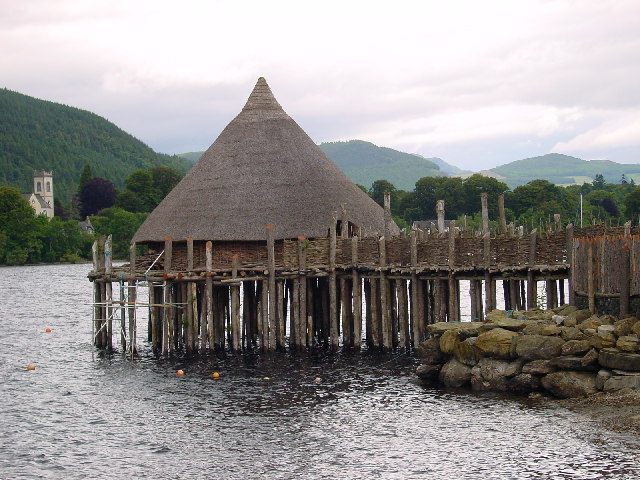
Crannog reconstruït al Loch Tay

Es van estendre els grans assentaments fortificats, com la fortalesa dels votadini de Traprain Law, a East Lothian, que tenia la mida d'un poble. Es van construir un gran nombre de duns (terme gaèlic per a designar els forts), castres i ringforts (assentaments circulars fortificats) en qualsevol penya-segat o turó idonis per a aquestes construccions. També és el període d'aixecament dels brochs, el més impressionant dels quals és el broch complet de Mousa, a les illes Shetland. Tot i que es van construir molts corredors subterranis, el seu objectiu encara es desconeix. Finalment, els assentaments a les illes, units a una calçada a terra ferma, els crannogs, van esdevenir populars i es creu que la seva funció era bàsicament defensiva.